# ФК Сегедин АК
Атлетски клуб Сегедин (мађ. Szegedi Atlétikai Klub) је мађарски фудбалски клуб из Сегедина у Мађарској.

## Историја клуба
АК Сегедин је дебитовао у првој мађарској лиги у сезони 1926/27. и првенство завршио на седмом месту. Клуб је играо 22 сезоне у првенству све до 1951. године. Током 1976. године АК Сегедин се ујединио са ЕАК Сегедин (Szegedi EAC).

### Имена клуба
- 1899–1926: ФК Атлетски клуб Сегедин Szegedi Atlétikai Klub (SZAK)
- 1926–1931: ФК Башћа Bástya FC
- 1931–1944: ФК Сегедин Szeged FC
- 1945–1949: ФК Атлетски клуб Сегедин Szegedi Atlétikai Klub (SZAK)
- 1949–1950: ФК Сегедин МТЕ Szegedi MTE
- 1950–1957: ФК Сегедин Петефи Szegedi Petőfi
- 1957–1976: ФК Атлетски клуб Сегедин Szegedi Atlétikai Klub (SZAK)

## Достигнућа
- 1929–1930 Куп Мађарске у фудбалу - финалиста,

| сезона | турнир      | круг | клуб            | домаћин | гост | укупно |
| ------ | ----------- | ---- | --------------- | ------- | ---- | ------ |
| 1935   | Митропа куп | 1    | ФК Славија Праг | 1-4     | 1-0  | 2–4    |